# Входная портальная группа некрополя Шахи-Зинда
Входная портальная группа некрополя Шахи-Зинда –  ряд архитектурных памятников в Самарканде, находится на входе в ансамбль мавзолеев некрополя Шахи-Зинда, включает: монументальный портал, дарвазахану, зимнюю мечеть, летнюю мечеть и медресе Давлат Кушбеги начала XIX века. 

## Исторический срез
Некрополь Шахи–Зинда складывался почти тысячелетие –  XI-XIX века. Основные строительные этапы приходились на время правления Караханидов (XI –XII века) и эпоху Темуридов (XIV-XV века), в ансамбле представлена вся архитектурная школа Мавераннахра.
Шахи-Зинда – единственный в Самарканде археолого-архитектурный памятник, где, включая нижние культурные напластования Афросиаба, отразилась почти вся многовековая история города. Нижняя, наиболее поздняя группа построек, открывается обращенным на загородную дорогу величественным порталом первой трети XV века, выстроенным во времена Улугбека. Портал ведет в проходную четырехарочную дарвазахану. С запада к ней примыкает не раз перестроенная мечеть XV века, с востока – помещения служебного характера (археологически не исследованы). Северная арка дарвозахана ведет в небольшой дворик; справа небольшое медресе Давлат Кушбеги, построенное в начале XIX века, слева айван деревянной летней мечети того же времени. До археологических работ в 50-е годы XX века предполагалось, что портал с дарвазаханой стоял изолированно от других строений, построенных в разное время. Раскопками установлено, что все помещения входной группы (портал, дарвазахана и зимняя мечеть) выстроены одновременно. Фундаменты мечети и портала выложены в перевязку, с одного уровня из одинакового квадратно-плиточного кирпича (25-26 х 25-26 х 5 см) на кыровом растворе. 

## Описание портала
В 30–е годы XV века Улугбеком от имени малолетнего сына Абд ал-Азиза была архитектурно оформлена монументальная входная группа ансамбля Шахи-Зинда с порталом на оси. Монументальный портал, построенный по инициативе Улугбека, имеет традиционную П-образную форму с входной арочной сквозной нишей. Пилоны портала и входная арка покрыты характерной для XV века кирпичной мозаикой. Три вертикальных декоративных панно на пилонах заполняет геометрический ковровый узор, набранный из шлифованных и глазурованных голубых и синих кирпичиков-изразцов. По периметру рамы портала идет эпиграфический орнамент; над входной аркой – тимпан из резной и наборной мозаики, выше – мозаичная лента с исторической надписью и датой постройки (1434/1435 год).

## Дарвозахона
Портальный вход открывается в просторную дарвазахану, перекрытую изящным двенадцатигранным куполом. При ремонте 1947 года были уничтожены многослойные древние штукатурки интерьера, навсегда утрачены следы декоративной отделки. Можно лишь предполагать, что стены внутри дарвазаханы покрывала ганчевая штукатурка с типичной для XV века стилизованно-растительной росписью в сине-голубой гамме.

## Зимняя мечеть
Крупное продольно-осевое трехчастное сооружение (15 х 7,5 м) с центральным куполом на подпружных арках, крупными щитовидными парусами в подкупольной части и сводами в боковых отсеках. В западном торце мечети расположен михраб.
Интерьер мечети оштукатурен ганчем, вдоль стен глухие служебные ниши в два яруса. Наружные стены оставлены в черновой кирпичной кладке без признаков декора. Не исключено, что зимняя мечеть сверху перестраивалась позже, судя по характеру верхних конструкций.

## Летняя мечеть
Айванная мечеть в виде террасы на колоннах расположена слева при входе; построена вначале XIX века. Потолки и фризы украсили самаркандские мастера по росписи – уста Сиддик, уста Абд ал-Захид и уста Махмуд в 1910 году. Стены украшены резным ганчем (вид местного гипса) в традиционном стиле самаркандских мастеров XIX – XX веков.

## Эпиграфика
Согласно первоначальной надписи в большой арочной нише: «Это величественное здание основано Абд ал-Азизом Бахадуром, сыном Улугбека Гурагана, сыном Шахруха, сыном Амира Темура в 838 году хиджры», портал был построен в 1434-1435 годы. В настоящее время оригинальная надпись почти полностью утрачена и ниже восстановлена по прежним публикациям. По поручению Первого Президента Республики Узбекистан (2007 год) над входными дверьми в мемориальный комплекс Шахи-Зинда была написана формула «Басмала». 
Частично реставрированная надпись по периметру портала и над тимпаном (китаба) написана почерком сулс и куфи, она представляет собой фрагмент из Корана (3:169):
«Во имя Аллаха Милостивого и Милосердного! И никак не считайте тех, которые пожертвовали собой на пути Аллаха мертвыми. Нет, они живые! Они у своего Господа получат свой удел».
В верхней части написаны обычные восхваления Аллаха: «Слава Аллаху», «Восхваление Аллаху», «Аллах велик». 
Справа при входе в дарвозахане над входным проемом ведущим в здание ханака мраморная плита от имени бухарского правителя Шах Мурада (1785-1800 гг.), который был известен под прозвищем «Масум» – «Пречистый» или «Дервиш на троне».
Текст представляет собой молитвенное обращение с характерным для такого рода текстов обращениями и мольбами:
«Перед входом к (могиле) сына дяди Посланника Аллаха,
Нет подобного мне злодея во все времена!
Я отвержен и с каждым днем все больше стыжусь этого,
Так смилуйся, укажи мне праведный путь!
Я пристыжен, но надежда на Тебя,
В день суда освободи от гнева своего!
А если скроешь мои злодеяния и грехи,
О Боже, ведь щедрость и милость Твои безграничны в день Воскрешения!
И хоть я Твой раб, вершу злодеяния и грехи,
Надеюсь, что не лишусь твоей милости в День Суда!
Одень меня в одежды своей милости,
Одари меня местом в раю!
И коль имя мое Амир Масум (Эмир Безгрешный),
Тогда сделай небеса местом моего будущего пребывания!»
Судя по архивным фотографиям, эта плита прежде (вплоть до конца XIX века) была установлена над дверью могилы Ходжа Ахмада ад-Дайлами и позже перенесена сюда. Судя по некоторым публикациям, справа от входа находилось суфийская ханака, то есть зал для суфийских ритуалов (радений  / зикр). Здесь по четвергам проходил зикр.
На фризе перекрытия айвана летней мечети написаны посвятительные стихи почерком насталик:
«Нет божества, кроме Аллаха, Мухаммад – посланник Аллаха.
Построена эта высокая мечеть весною,
Как место поклонения рабов Аллаха и благородных.
Это пречистое место погребения сына дяди Посланника,
Превратилось в символ райских садов, в место благоволения
О, Аллах целым рядом Твоих милостей
Осыпь голову строителей этой мечети
Океан своей милости сделай обильным
И прости мои грехи, о, Прощающий!
И хоть мы рабы твои недостойные,
Вершащие грехи днем и ночью, но прости их!
Но я надеюсь на Твою щедрость,
Ибо милость твоя безгранична, раздаешь Ты много прощений.
Так сшей же на тело мое одежду крепкую,
Да прикрой ею мои грехи, О Прикрывающий прегрешения!
Скажет мудрец хронограмму года постройки:
Скажи-«Обитель надежды, о, Прощающий.
Работа мастера Сиддика. В году 1328 Хиджры (1910-1911)».
Вероятнее всего, восточнее дарвазаханы располагались какие-то симметричные мечети строения, из-за поздних перестроек недоступные для исследований.